# 天神社 (奈良市高畑町)
天神社（てんじんしゃ）は、奈良県奈良市高畑町にある神社。奈良町天神社とも呼ばれる。北天満の天神社で、境内地は約1,000平方メートル。

## 祭神

### 本殿
- 少彦名命
- 菅原道真公

## 歴史
略縁起では、承保5年（1078年）の草創とされている。後に、元興寺禅定院鎮護の社、興福寺大乗院の鎮守社となった。祭神はもともと少彦名命であるが、この神は手間天神（てまのあまつかみ）という別名を持つことより、一般にてまてんじんと呼ばれた。後に奈良のゆかりの菅原道真公を相殿に祀るようになった。社伝によると、道真が祀られたのは平安時代、白河天皇の御世であったという。
嘉吉元年（1441年）5月6日、猿楽が執り行われた。享保五年（1720年）10月24日夜、天満宮が焼失し、同6年5月に造替されている。

## 祭事
氏子関係の町で四組を編成し、年番を持ち回りする。秋祭礼には渡御行列があり、5月5日の節句には舞楽が奉納されていた。

## 境内

### 本殿
一間社春日造・桧皮葺で、江戸時代中期の建築だが細部に古い様式をそなえる。

### 拝殿
桁行二間・梁行一間の向拝唐破風造・桧皮葺・瓦棟で、これも江戸時代中期の建築である。

### 御廊
割拝殿のように馬道をつけており、社務所として利用されている。桁行八間・梁行二間・切妻造・本瓦葺の、江戸時代中期の建築である。

### ギャラリー

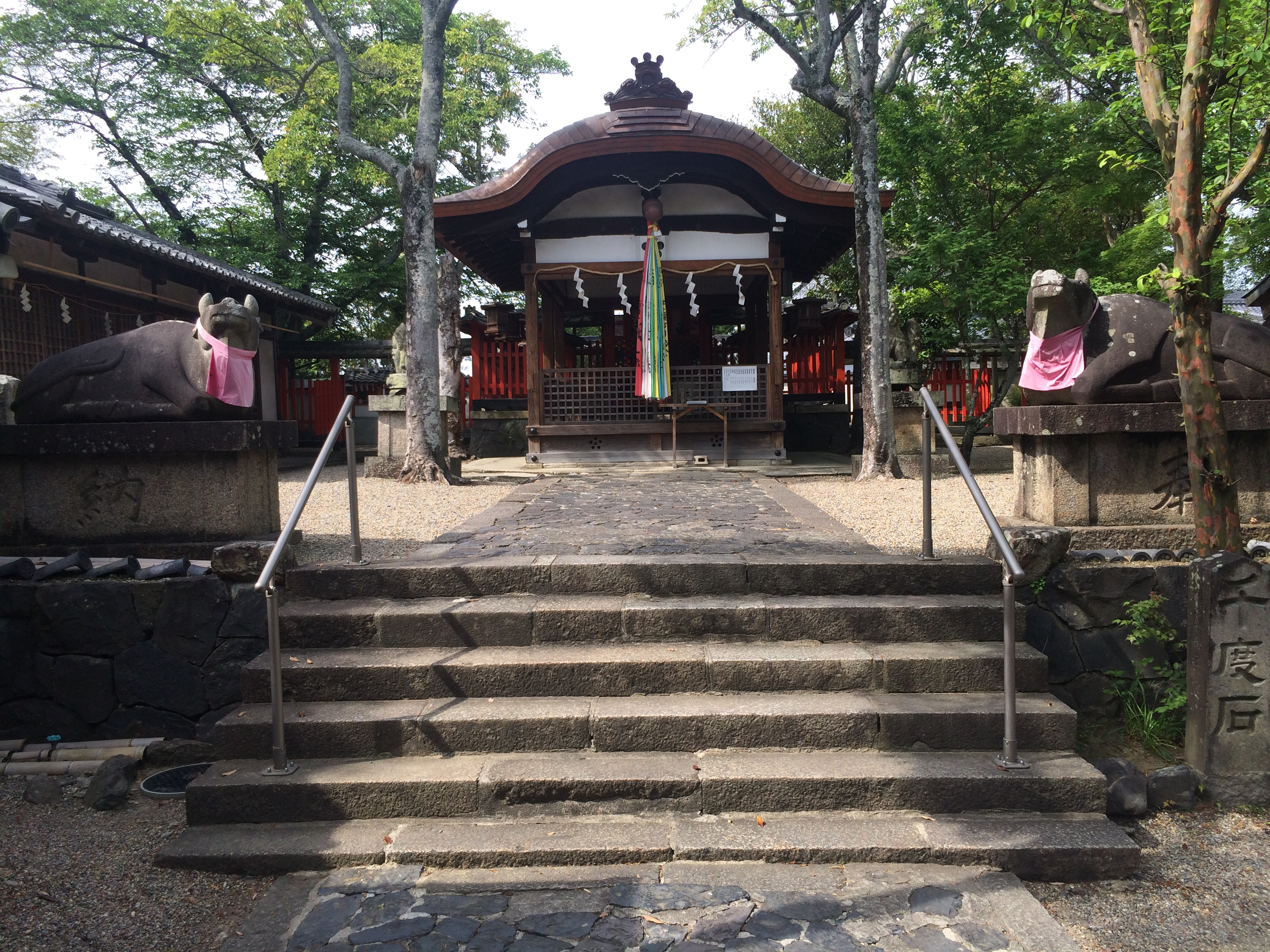
拝殿
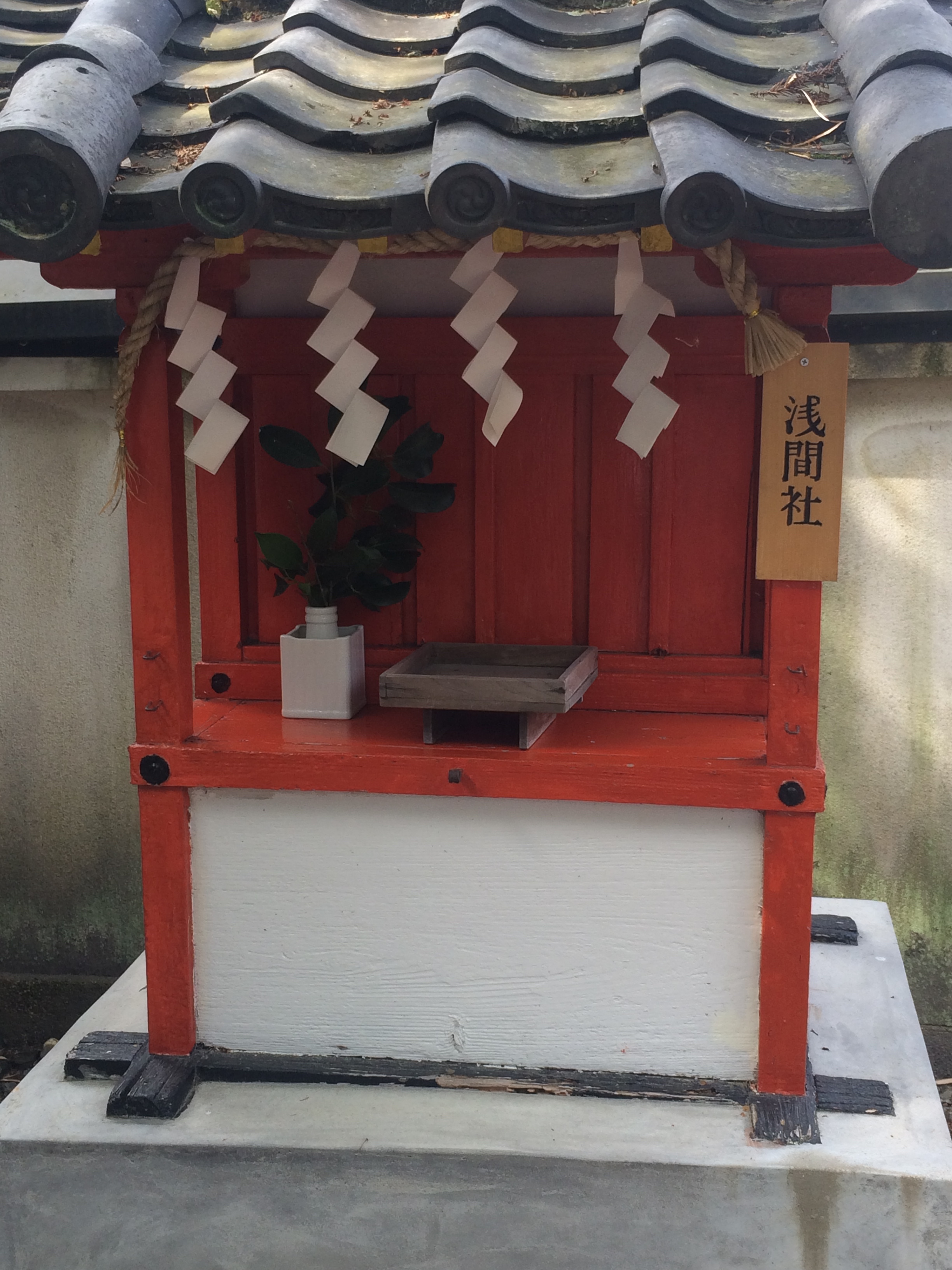
境内社浅間社
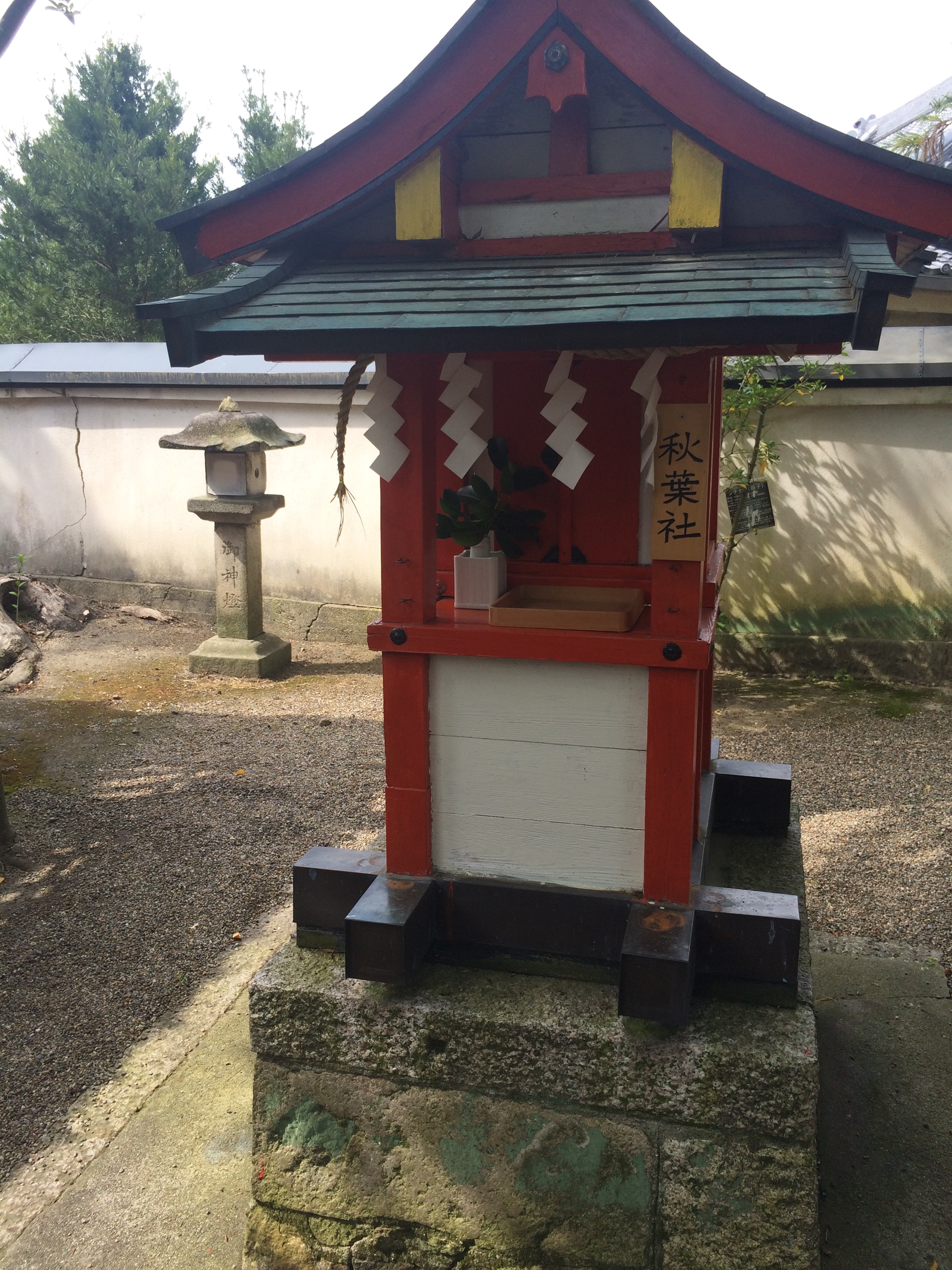
境内社秋葉社
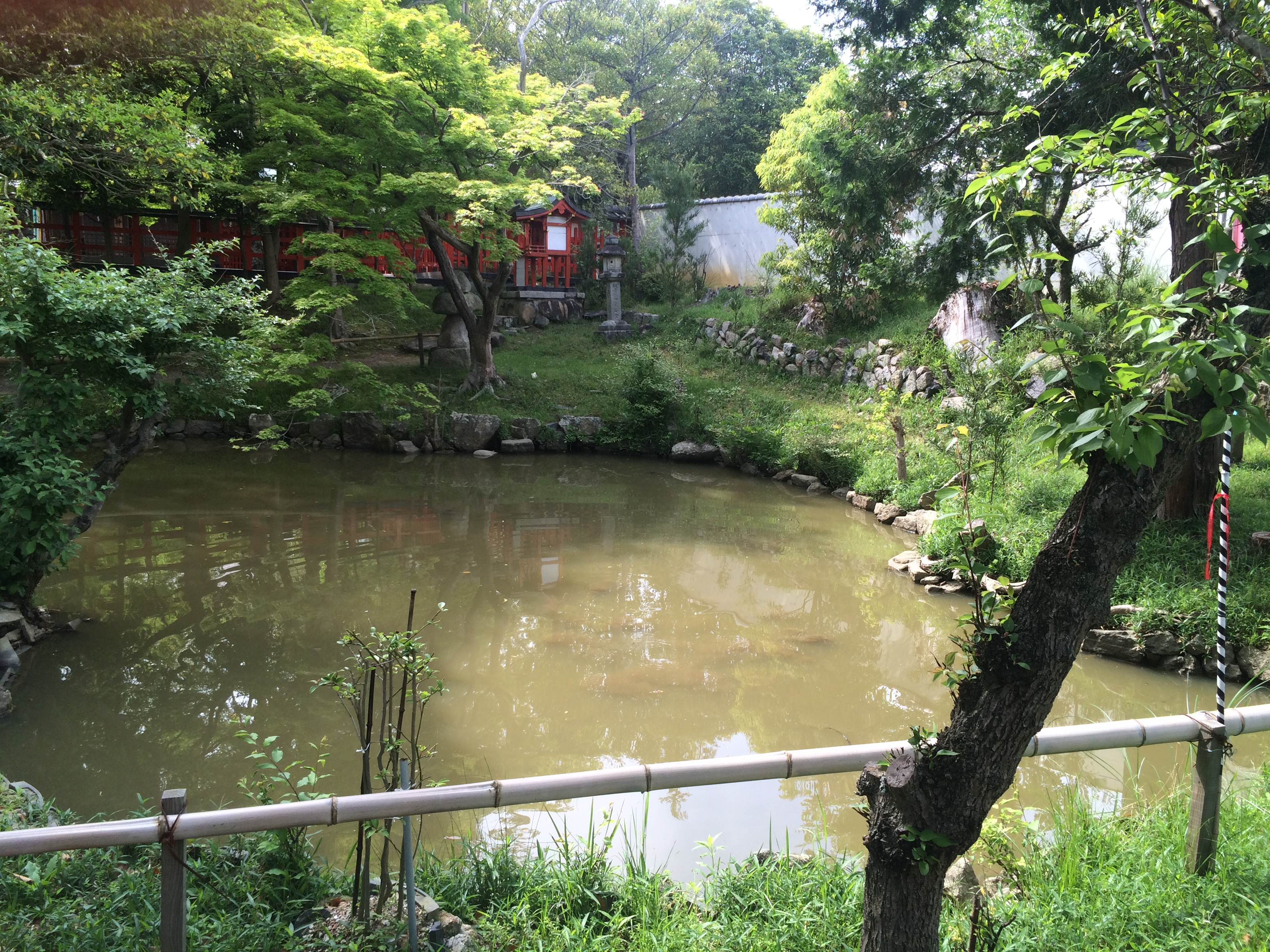
末社中央にある池
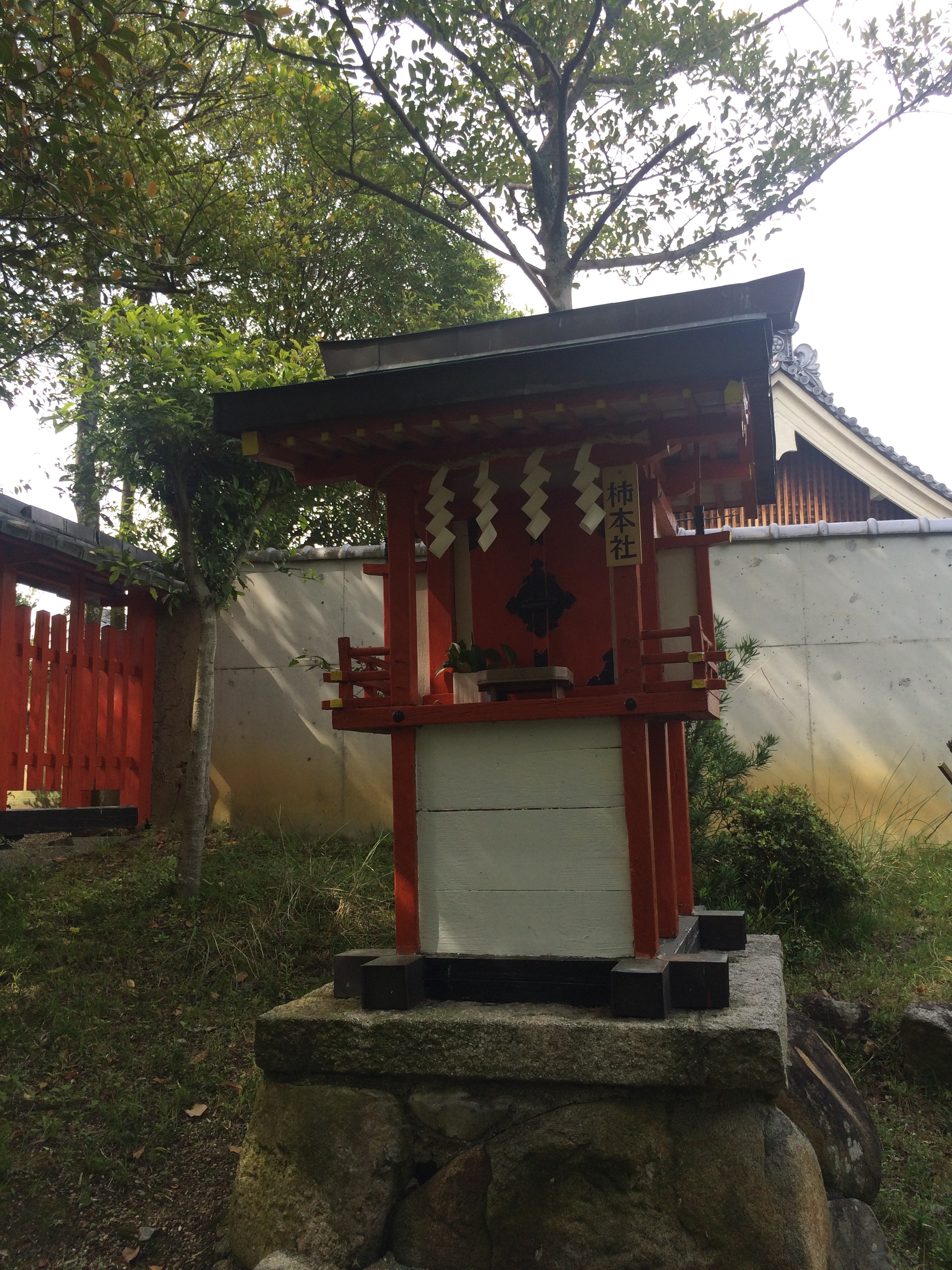
末社柿本社
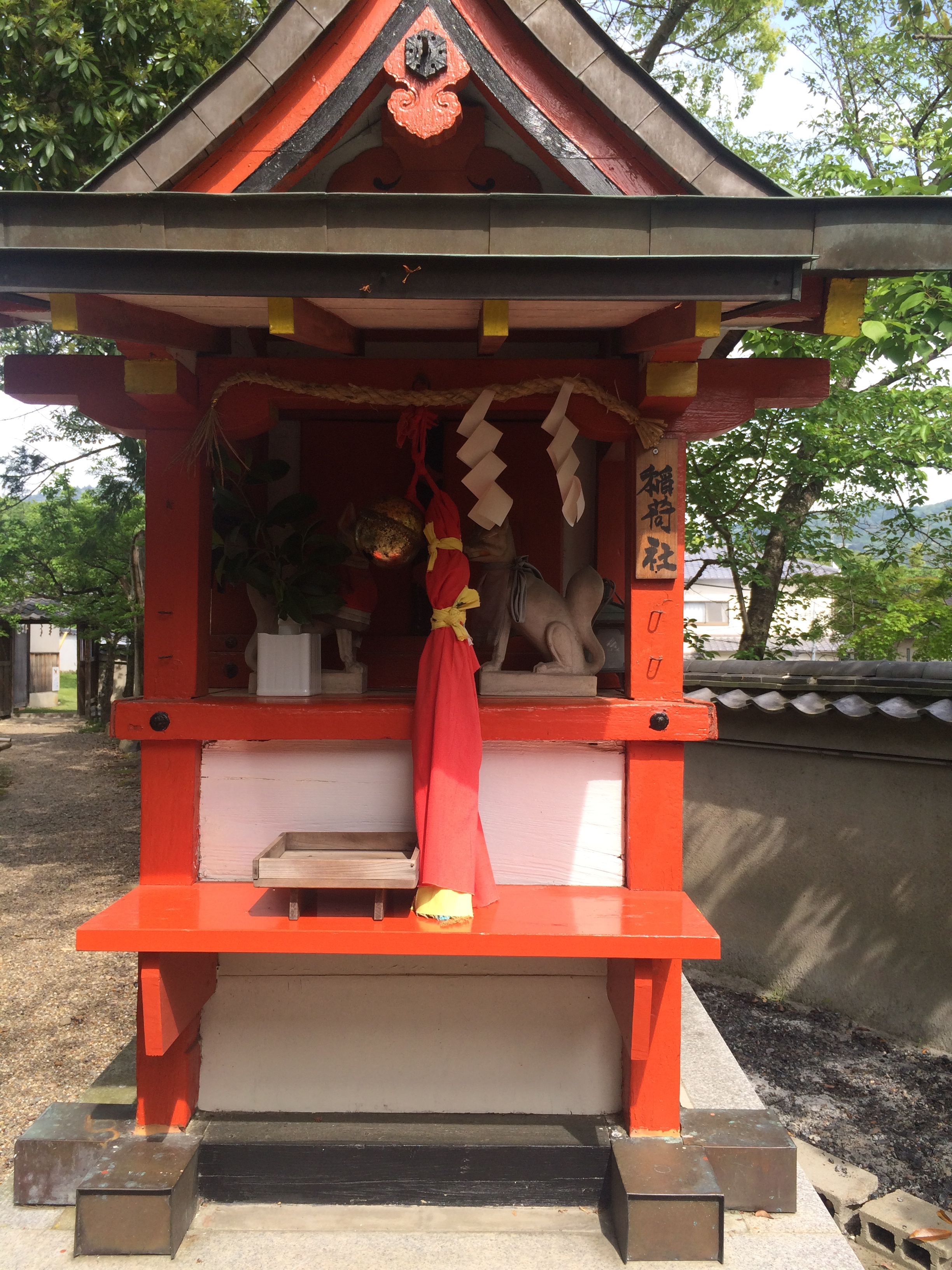
末社稲荷社
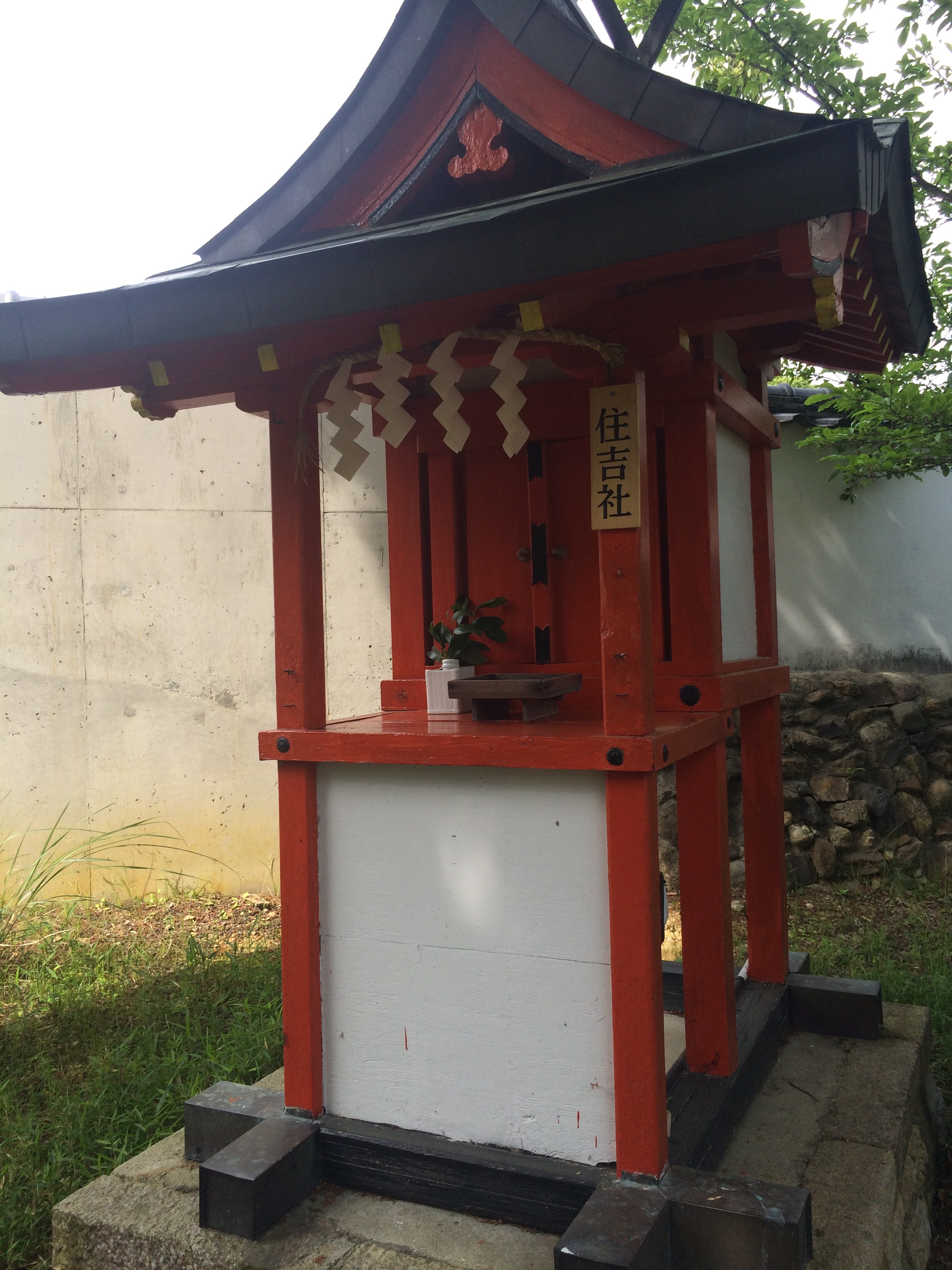
末社住吉社
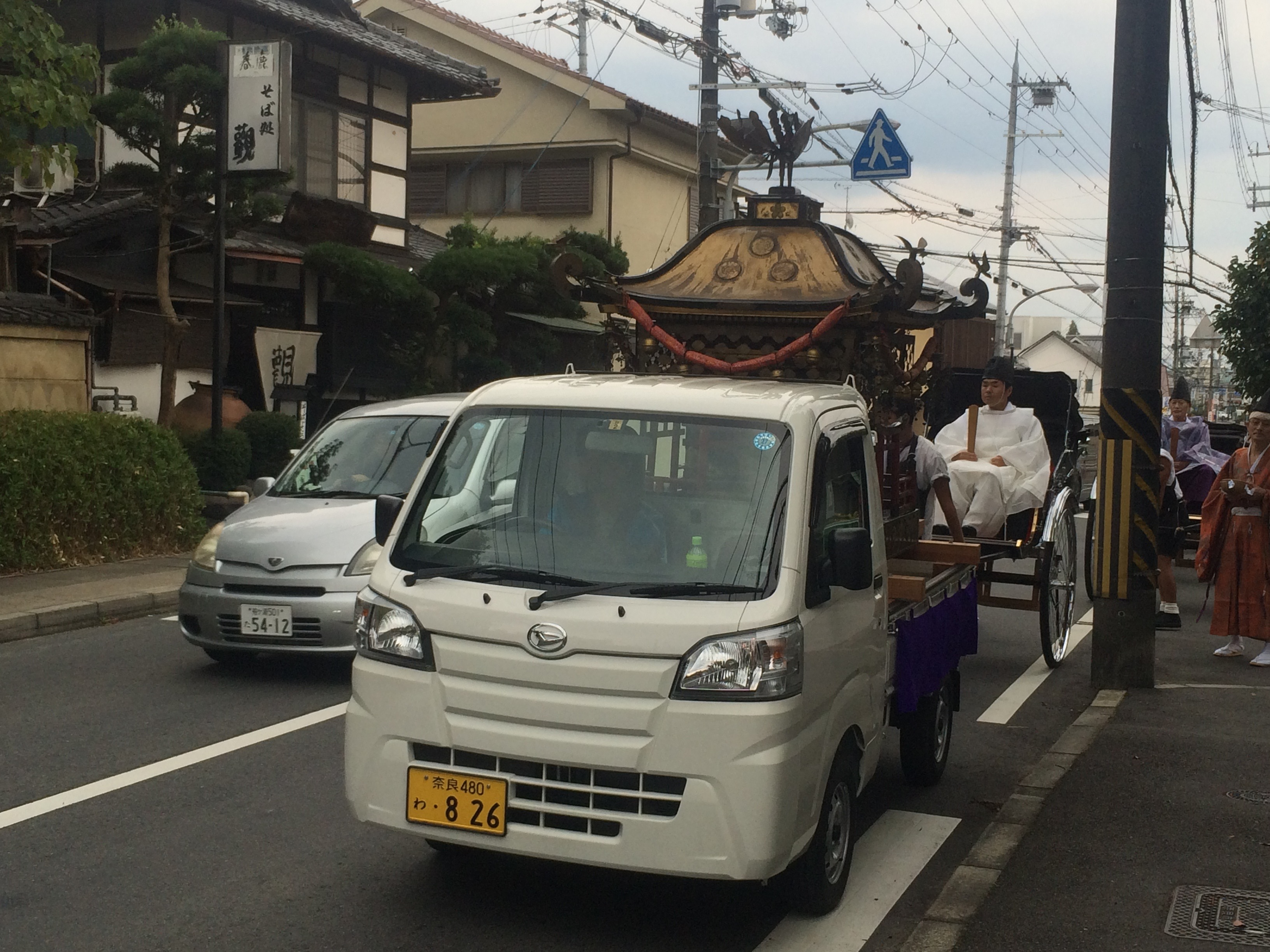
10月例祭渡御風景
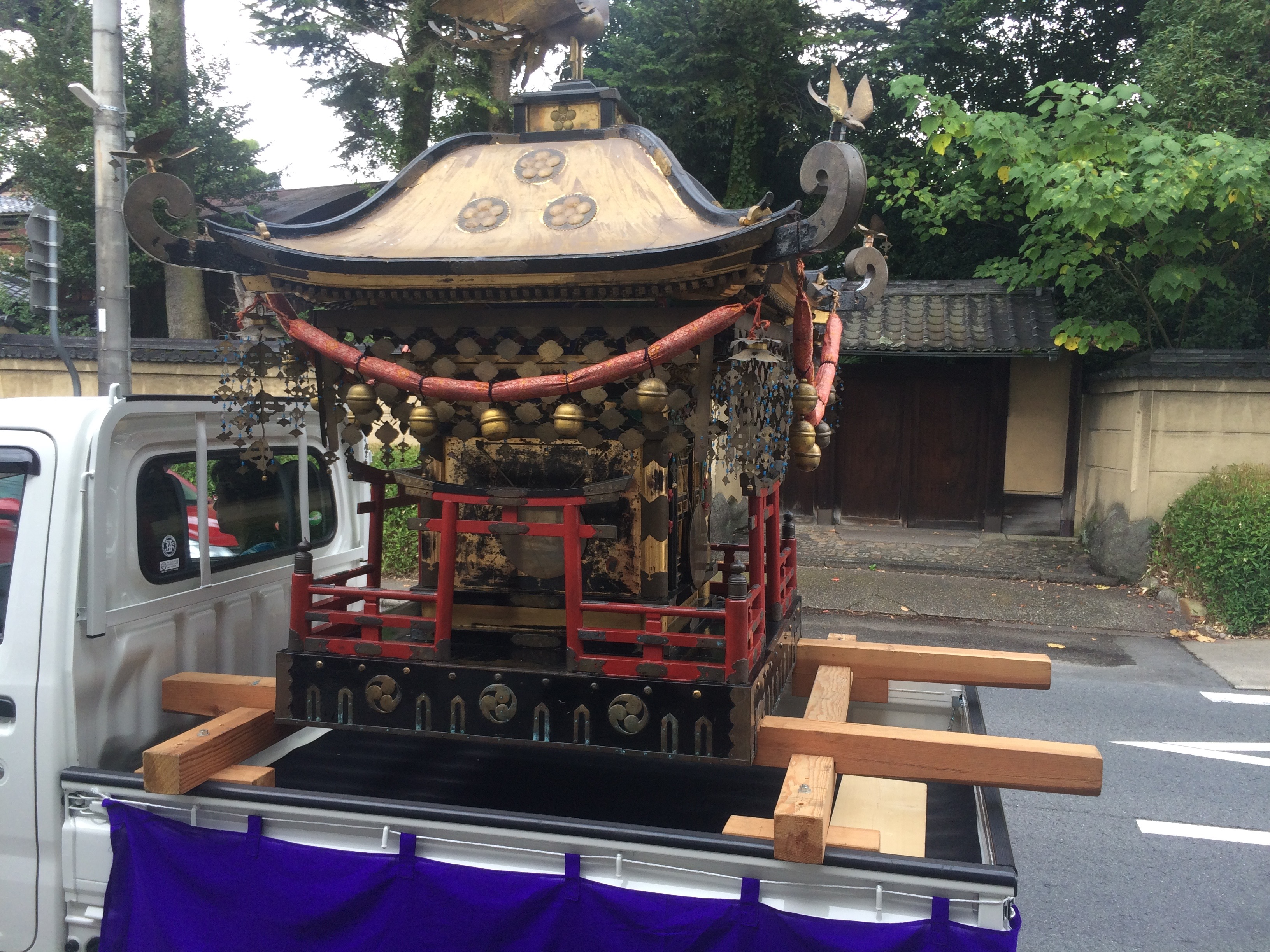
神輿

## 境内社
境内社
- 浅間神社（祭神：木花咲耶姫） - 本殿玉垣の左に、玉垣で囲われ鎮座する。
- 秋葉神社（祭神：火之迦具土神） - 本殿玉垣の右に、玉垣で囲われ鎮座する。
- 祓戸社 - 拝殿の右に鎮座。

末社
境内東の一段低いところに、池を中心に配置。
- 柿本神社（祭神：柿本人麿）
- 住吉神社（祭神：底筒男神・中筒男神・表筒男神）
- 稲荷神社（祭神：宇賀御魂神）

## 交通アクセス
近鉄奈良線近鉄奈良駅下車後、徒歩約19分。